# 泰米讷
泰米讷（法語：Thémines，法語發音：[temin]）是法国洛特省的一个市镇，属于菲雅克区。

## 地理
泰米讷（44°44'23"N, 1°49'42"E）面积13.35 平方千米，位于法国奧克西塔尼大區洛特省，该省份为法国西南部内陆省份，北起顺时针与科雷兹省、康塔爾省、阿韦龙省、塔恩-加龙省、洛特-加龍省和多尔多涅省接壤。
与泰米讷接壤的市镇（或旧市镇、城区）包括：阿尔比亚克、艾纳克、弗洛雅克加尔、伊桑多吕、吕埃尔、圣西蒙、泰米内特。

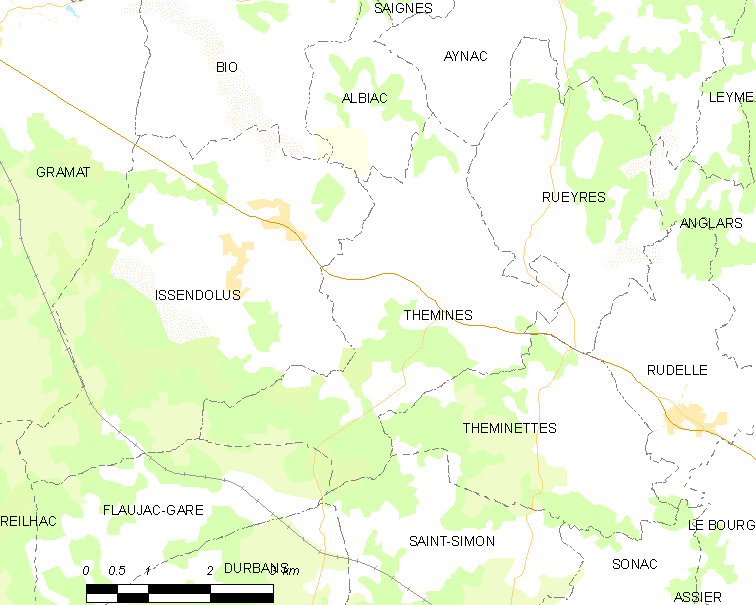
泰米讷的OSM定位图

泰米讷的时区为UTC+01:00、UTC+02:00（夏令时）。

## 行政
泰米讷的邮政编码为46120，INSEE市镇编码为46318。

## 政治
泰米讷所属的省级选区为拉卡佩勒马里瓦勒县。

## 人口

1962-2008年间泰米讷人口变化图示

泰米讷于2022年1月1日时的人口数量为242人。